# Центр (геометрія)

Ілюстрація на прикладі кола
окружність C
діаметр D
радіус R
центр O

У геометрії центр, англ. centre (британська англійська) або англ. center (американська англійська) (з дав.-гр.  κέντρον (kéntron) «загострений предмет») об'єкта — це точка, розташована в середині (в певному розумінні) цього об'єкта. Відповідно до цього визначення, об'єкт може не мати центру. Якщо геометрію розглядати як предмет вивчення груп ізометрій, то центром є точка, яка залишається незмінною для всіх ізометрій, які переміщають об'єкт у себе.

## Центри кола, кулі та відрізка
Центром кола є точка, рівновіддалена від точок на окружності. Так само центром сфери є точка, рівновіддалена від точок на її поверхні, а центром відрізка є середня точка між двома кінцевими точками відрізка.

## Симетричні об'єкти
Для об'єктів з декількома операціями симетрії центр симетрії – це точка, яка залишається незмінною після застосування цих операцій. Таким чином, центр квадрата, прямокутника, ромба або паралелограма знаходиться в точці перетину діагоналей, яка є (крім інших властивостей) фіксованою точкою обертальної симетрії. Подібним чином центр еліпса або гіперболи знаходиться в точці перетину осей.

## Трикутники
Деякі особливі точки трикутника часто називають його центрами:
- центр описаного кола, який є центром кола, що проходить через усі три вершини;
- центроїд або центр мас  — точка, в якій трикутник збалансований, якщо його щільність рівномірна;
- центр вписаного кола  — центр кола, що дотикається зсередини до всіх трьох сторін трикутника;
- ортоцентр  — точка перетину трьох висот трикутника;
- центр кола дев'яти точок  — центр кола, яке проходить через дев'ять ключових точок трикутника.

Для рівностороннього трикутника ці точки збігаються в одній точці, яка лежить на перетині трьох осей симетрії трикутника на третині відстані від його основи до вершини.
Формальне визначення центру трикутника — це точка, трилінійні координати якої дорівнюють f(a,b,c) : f(b,c,a) : f(c,a,b), де f є функцією довжин трьох сторін трикутника a, b, c так, що:
1. f однорідна за a, b, c; тобто f(ta,tb,tc)=thf(a,b,c) для деякого дійсного ступеня h; таким чином положення центру не залежить від масштабу.
2. f є симетричною за останніми двома аргументами; тобто f(a,b,c)=f(a,c,b); таким чином положення центру дзеркального відображення трикутника є дзеркальним відображенням його положення у вихідному трикутнику[1].

Це формальне визначення виключає пари біцентричних точок, таких як точки Брокара (які можна замінити їх дзеркальним відображенням). Станом на 2020 рік в Енциклопедії центрів трикутників перелічено понад 39 000 різних центрів трикутників.

## Дотичні та циклічні многокутники
Кожна зі сторін описаного многокутника дотикається до певного кола, яке називається вписаним колом. Центр вписаного кола, який називається вписаним центром, можна вважати центром многокутника.
Кожна вершина циклічного многокутника лежить на певному колі, яке називається описаним колом. Центр описаного кола можна вважати центром многокутника.
Якщо многокутник одночасно описаний і циклічний, він називається біцентричним (наприклад, усі трикутники є біцентричними). Центр вписаної та описаної окружності біцентричного многокутника зазвичай є різні точки.

## Загальні многокутники
Центр загального многокутника можна визначити кількома різними способами. «Центроїд вершин» визначається як центр маси, коли багатокутник порожній, але має рівні маси у своїх вершинах. У випадку «бічного центроїда» сторони мають постійну масу на одиницю довжини. Звичайний центр, званий просто центроїдом (центром площі), визначається як центр мас многокутника, поверхня якого має постійну щільність. У загальному випадку ці три точки є різними.

## Проективні конічні перерізи
У проєктивній геометрії кожна пряма має точку на нескінченності або «уявну точку», де вона перетинає всі прямі, які їй паралельні. Еліпс, парабола та гіпербола евклідової геометрії називаються конічними перерізами в проєктивній геометрії та можуть бути побудовані як конічні перерізи Штейнера за допомогою проєкції, яка не є перспективою. Симетрія проєктивної площини з даним конічним перерізом ставить у відповідність кожну точку або полюс з прямою, яка називається її полярою. Поняття центру в проєктивній геометрії використовує це співвідношення. Наступні твердження належать Г. Б. Холстеду.
- Гармонійне поєднання точки на нескінченності відносно кінцевих точок скінченної дуги є «центром» цієї дуги.

- Полюс прямої на нескінченності відносно певного конічного перерізу є «центром» цього конічного перерізу.

- Поляра будь-якої уявної точки проходить через центрі конічного перерізу і називається «діаметром».

- Центр будь-якого еліпса знаходиться всередині нього, оскільки його поляра не перетинається з кривою, і тому не існує дотичних від центра до еліпса. Центр параболи є точкою дотику уявної прямої.

- Центр гіперболи лежить поза її межами, оскільки уявна пряма перетинає гіперболу. Дотичні від центру до гіперболи називаються «асимптотами». Їхніми точками дотику є дві точки гіперболи на нескінченності.